# 贺家河站
贺家河站是位于陕西省洛川县贺家河村的一个铁路车站，邮政编码727401。车站建于1986年，有西延铁路经过该站，现仅办理货运业务，不办理客运业务，车站及其上下行区间均已电气化。车站距离新丰镇站166公里，隶属西安铁路局，是四等站。